# كأس ألمانيا 1990–91
كأس ألمانيا 1990–91 (بالألمانية: DFB-Pokal 1990/91)‏ هو الموسم 48 من كأس ألمانيا. أشرف على تنظيمه اتحاد ألمانيا لكرة القدم، وكان عدد الأندية المشاركة فيه 64، وفاز فيه فيردر بريمن.